# Single White Female
Single White Female is een Amerikaanse erotische thriller uit 1992, onder regie van Barbet Schroeder. De hoofdrollen worden gespeeld door Bridget Fonda en Jennifer Jason Leigh. Het script, gebaseerd op John Lutz roman SWF Seeks Same, werd door Don Roos geschreven.

## Verhaal
Alison "Allie" Jones (Fonda) is een computerprogrammeur uit New York. Professioneel gaat het haar voor de wind: ze heeft een revolutionair softwareproduct ontwikkeld voor de modebranche, maar haar privéleven is een rommeltje. Ze gooit haar verloofde Sam Rawson, nadat ze ontdekt dat deze haar met zijn ex-vrouw bedriegt, op straat uit hun appartement in Manhattan. Allie kan het goed vinden met haar buurman Graham Knox, een acteur bij wie ze regelmatig een troostende schouder vindt. Om het appartement te kunnen betalen realiseert ze zich dat ze een huisgenoot nodig heeft, en ze plaatst een advertentie. Ze wijst een aantal kandidaten af voordat ze in de verlegen Hedra "Hedy" Carlson (Leigh) denkt de goede huisgenoot te hebben gevonden.
Hedy maakt zich snel geliefd door voor Allie te koken en het appartement schoon te houden. En als Hedy voor Allie een dure pup meebrengt wordt hun vriendschap nog hechter. Als Allie later ontdekt hoe duur het hondje is geweest confronteert ze Hedy daarmee, maar ze kan zich er niet toe brengen het dier terug te brengen.
Intussen wist, zonder dat Allie dat weet, Hedy de berichten die Sam op het antwoordapparaat inspreekt, en waarmee hij hoopt de relatie te herstellen. En na niet al te lange tijd begint Hedy zich te kleden in Allie's stijl. Allie doet dat gedrag af als dat van iemand die onzeker is over zichzelf, maar wel goede bedoelingen heeft.
Als Hedy ongeveer een maand bij Allie woont verzoenen Sam en Allie zich. Zij overwegen weer te gaan samenwonen, en Hedy, zich realiserend dat zij dan moet vertrekken, gaat over de rooie. Op een middag, als Sam en Allie er niet zijn, valt het hondje op mysterieuze wijze uit het raam, een wisse dood tegemoet. Hedy gaat zich steeds meer kleden en gedragen als Allie, en laat zelfs haar haar in hetzelfde model knippen en verven als dat van Allie. Uiteindelijk is alleen hun lengte wat Allie nog onderscheidt van Hedy. Als Allie zich hier zorgen over begint te maken bespreekt ze met Graham wat te doen. Hij adviseert haar om Hedy te laten vertrekken, en Allie begint een onderzoek naar Hedy's achtergrond. Zij doorzoekt Hedy's spullen en ontdekt dat Hedy niet is wie zij zegt te zijn: haar echte naam is Ellen Besch. Ellens tweelingzusje Judy is op negenjarige leeftijd tijdens een familie-uitje verdronken, en Ellen is daar nooit overheen gekomen. Alhoewel haar ouders altijd hebben verklaard dat Ellen geen schuld had aan de dood van haar zusje heeft Ellen het zichzelf nooit vergeven dat zij in leven is gebleven toen haar zusje verongelukte.
Ellen heeft in de loop der jaren therapeutische behandeling ondergaan, maar is desondanks op zoek gegaan naar een vriendin die de plaats van de overleden Judy kan innemen. Om die reden probeert ze zo veel mogelijk te lijken op haar huisgenote, zodat het zoveel als mogelijk lijkt alsof ze nog een tweelingzus heeft. Ellen heeft al eerder samengewoond met een vrouw in Tampa, en toen het niet werkte heeft ze haar vermoord.
Nu Ellen steeds gevaarlijker wordt moet Allie een manier vinden om van haar af te komen, zodat ze niet hetzelfde lot ondergaat als de vrouw in Tampa.

## Rolverdeling
| Acteur               | Personage                   |
| -------------------- | --------------------------- |
| Bridget Fonda        | Allison Jones               |
| Jennifer Jason Leigh | Hedra Carlson / Ellen Besch |
| Steven Weber         | Sam Rawson                  |
| Peter Friedman       | Graham Knox                 |
| Stephen Tobolowsky   | Mitchell Myerson            |
| Frances Bay          | Oude buurvrouw              |
| Michele Farr         | Myersons assistente         |
| Tara Karsian         | Mannelijke sollicitant      |
| Christiana D'Amore   | Exotische sollicitant       |
| Jessica Lundy        | Praatgrage sollicitant      |
| Renée Estevez        | Geschikte sollicitant       |
| Tiffany Mataras      | Ellen Besch                 |
| Krystle Mataras      | Judy Besch                  |

## Trivia
- De term Single White Female die zich laat vertalen als alleenstaande blanke vrouw wordt overigens meest gebruikt in contactadvertenties, en minder in advertenties voor het zoeken van een huisgenoot. Het is in de Verenigde Staten ook verboden om in een dergelijke advertentie op basis van raciale kenmerken te selecteren.
- Fonda kreeg de keuze uit de twee hoofdrollen, de psychopathische Hedy of het slachtoffer Allie. Zij koos de rol van Allie omdat ze daar meer uitdaging in zag.
- Voor zowel Leigh als Fonda was het de eerste keer dat ze 1 miljoen dollar voor een film betaald kregen.
- In de scène waarin Hedy het vriendje van Allie verleidt, wordt de rol van Hedy kort door Fonda vertolkt, op het moment dat Hedy in bed stapt. Leigh werd nog opgemaakt toen deze scène werd opgenomen.
- De laptop die door Allie wordt gebruikt, is een Outbound Laptop, een vroege kloon van de Apple Apple Macintosh.
- In 2005 werd een vervolg op video uitgebracht: Single White Female 2: The Psycho, met in de hoofdrol Kristen Miller.